# Lithothelium
Lithothelium is een geslacht van schimmels uit de familie Pyrenulaceae. Het lectotype is Lithothelium cubanum.

## Soorten
Volgens Index Fungorum telt het geslacht 18 soorten (peildatum februari 2023):
| Soortnaam                    | Auteur(s)                                           | Publicatiejaar |
| ---------------------------- | --------------------------------------------------- | -------------- |
| Lithothelium austropacificum | P.M. McCarthy                                       | 1996           |
| Lithothelium bermudense      | F. Berger, LaGreca & Aptroot                        | 2016           |
| Lithothelium cubanum         | Müll. Arg.                                          | 1885           |
| Lithothelium echinatum       | Aptroot                                             | 2006           |
| Lithothelium filisporum      | (Patw., Makhija & D. Rane) Kr.P. Singh & G.P. Sinha | 2010           |
| Lithothelium fluorescens     | Aptroot & Sipman                                    | 2008           |
| Lithothelium fugax           | (Müll. Arg.) Aptroot                                | 2006           |
| Lithothelium grossum         | Aptroot                                             | 2006           |
| Lithothelium hieroglyphicum  | Aptroot                                             | 2007           |
| Lithothelium hyalosporum     | (Nyl.) Aptroot                                      | 1991           |
| Lithothelium illotum         | (Vain.) Aptroot                                     | 1991           |
| Lithothelium immersum        | Aptroot & M. Cáceres                                | 2015           |
| Lithothelium insulare        | Makhija & Adaw.                                     | 2001           |
| Lithothelium kantvilasii     | P.M. McCarthy                                       | 2015           |
| Lithothelium obtectum        | (Müll. Arg.) Aptroot                                | 1991           |
| Lithothelium phaeosporum     | (R.C. Harris) Aptroot                               | 1991           |
| Lithothelium quadrisporum    | Aptroot                                             | 2006           |
| Lithothelium quiescens       | P.M. McCarthy                                       | 2001           |